# Jan II Bretoński
Jan II (ur. 3 stycznia 1239, zm. 18 listopada 1305 w Lyonie), książę Bretanii, najstarszy syn księcia Jana I Rudego i Blanki, córki Tybalda I Pogrobowca, króla Nawarry.
W 1268 r. został parem Anglii jako 2. hrabia Richmond. Towarzyszył królowi Francji Ludwikowi IX w wyprawie krzyżowej do Tunezji w 1270 r. i księciu Edwardowi Angielskiemu w wyprawie do Ziemi Świętej w 1271 r. W 1285 r. towarzyszył królowi Filipowi III w jego wyprawie do Aragonii. Po śmierci ojca w 1286 r. został władcą Bretanii. Od początku używał tytułu książęcego, który został formalnie potwierdzony przez francuską kancelarię dopiero w 1297 r. W latach 1297–1304 brał udział we francuskich wyprawach na Flandrię. Uczestniczył w oblężeniu Lille i w bitwie pod Mons-en-Pévèle.
22 stycznia 1260 r. w opactwie Saint-Denis poślubił Beatrycze (25 czerwca 1242 – 24 marca 1275), córkę króla Anglii Henryka III Plantageneta i Eleonory, córki Rajmunda Berengara IV, hrabiego Prowansji. Doczekali się sześciorga dzieci. Ich trzech synów i trzy córki to:
- Artur II (2 lipca 1262 – 27 sierpnia 1312), książę Bretanii
- Jan (1266 – 17 stycznia 1334), 1. hrabia Richmond
- Maria (1268 – 5 maja 1339), pani d'Elincourt, żona Gwidona IV, hrabiego de Saint-Pol
- Piotr (1269 – lipiec 1312), wicehrabia de Leon
- Blanka (1270 – 19 marca 1327), żona Filipa d’Artois, pana de Conches
- Eleonora (1275 – 16 maja 1342), opatka Fontevraud

Jan II zginął podczas uroczystości intronizacyjnych papieża Klemensa V. Prowadził przez tłum papieskiego konia, gdy został przygnieciony fragmentem muru, który zawalił się z powodu zbyt dużej ilości gapiów na nim zgromadzonych.